# Маркварт (герцог Каринтии)

Герцогство Каринтия на карте

Маркварт (нем. Markwart; ум. 1076) — герцог Каринтии в 1076 году из рода Эппенштейнов.

## Биография

### Правление
Маркварт, вероятно, был сыном герцога Каринтии Адальберо Эппенштейна (ум. 1039) и его жены Беатрисы Швабской. 
В середине XI века императоры Священной Римской империи пытались подчинить себе Каринтийское герцогство и неоднократно передавали его престол своим приближённым. Однако местная знать отказывалась признавать ставленников императора из других регионов. 
Возможно, в Каринтии было высоко развито региональное самосознание, восходящее к временам славянского княжества Карантания, либо большую силу имели местные феодальные роды. Среди последних наиболее влиятельным, видимо, был род Эппенштейнов, с владениями в Штирии и Горице. Его глава граф Каринтийской марки Маркварт III (или IV по другой традиции нумерации) возглавил сопротивление Бертольду Царингену, которого император назначил герцогом Каринтии. Маркварту сопутствовал успех, и уже около 1073 года Бертольд фактически был изгнан из страны. В 1076 году Генрих IV был вынужден признать Маркварта герцогом Каринтии, правда, выделив из состава герцогства итальянские земли (маркграфство Верона).
Маркварт стал основателем местной каринтийской династии на престоле Каринтии. Кроме того, он вошёл в историю как основатель Санкт-Ламбрехтского аббатства в Штирии, построенного в готическом стиле и ставшего усыпальницей герцогов Каринтии из рода Эппенштейнов. Правление Маркварта в Каринтийском герцогстве продолжалось недолго: в 1076 году он скончался.

### Брак и дети
- Жена - Луитбурга (ум. до 1103), дочь графа Луитпольда II. Дети:

Луитпольд (ум. 1093), герцог Каринтии (c 1076)
Генрих III (ум. 1122), герцог Каринтии (c 1093)
Маркварт (ум. до 16 июня 1076)
Ульрих (ум. 21 декабря 1121), аббат монастыря св. Галла (1077), патриарх Аквилеи (1085)
Герман (ок. 1055—1087), антиепископ Пассау (1085—1087)